# جون فيجاي
جون فيجاي هو ممثل هندي، ولد في 20 نوفمبر 1976.

## وصلات خارجية
- جون فيجاي على موقع IMDb (الإنجليزية)
- جون فيجاي على موقع قاعدة بيانات الفيلم (الإنجليزية)